# مسابقات جهانی ژیمناستیک ریتمیک ۲۰۰۹

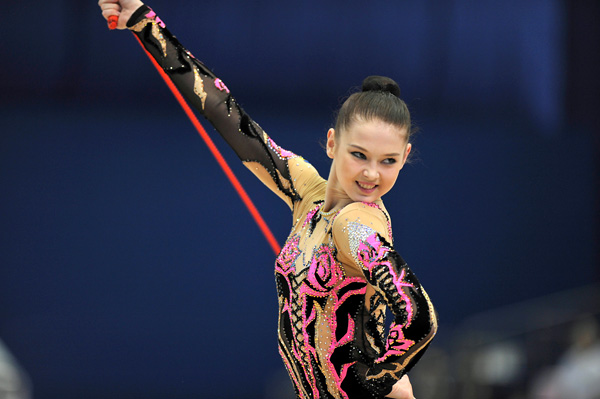
Photograph of rhythmic gymnast Alina Maksymenko of Ukraine performing with rope at 2009 World Championships at Mie, Japan on September 11, 2009.

مسابقات جهانی ژیمناستیک ریتمیک ۲۰۰۹ بیست و نهمین دوره مسابقات جهانی ژیمناستیک ریتمیک است که در ایسه، میه، ژاپن از ۷ تا ۱۳ سپتامبر ۲۰۰۹ میلادی برگزار شده است.

## جدول مدال‌ها
| رتبه  | کشور      | طلا | نقره | برنز | مجموع |
| 1     | روسیه     | ۷   | ۳    | ۲    | ۱۲    |
| 2     | ایتالیا   | ۲   | ۱    | -    | ۳     |
| 3     | بلاروس    | -   | ۳    | ۲    | ۵     |
| 4     | اوکراین   | -   | ۱    | ۳    | ۴     |
| 5     | آذربایجان | -   | ۱    | ۱    | ۲     |
| 6     | بلغارستان | -   | -    | ۱    | ۱     |
| مجموع | مجموع     | ۹   | ۹    | ۹    | ۲۷    |